# Districte de North Cachar Hills
El districte de Dima Hasao és una divisió administrativa d'Assam. La capital del districte és Haflong. La superfície és de 4.888 km² i la població de 186.189 habitants (2001).
Està format per dues subdivisions: 
- Haflong Sadar
- Maibang

I cinc blocs de desenvolupament:
- Jatinga Valley (capital Mahur)
- Diyung Valley (capital Maibang)
- Harangajao
- Diyungbra (capital Diyungmukh)
- Sangbar

## Història
El territori fou part del regne dels kacharis o dimasa, al nord del qual estava situat. El 1809 un cortesà o general del raja kachari Govind Singh, es va revoltar a la zona i se'n va apoderar. Govind es va enfrontar als birmans i a Manipur (per qui fou enderrocat el 1819) i no va poder recuperar el territori. El 1819 va assolir la independència de facto. El 1824 els britànics es van oposar a un possible atac birmà a Cachar i van entrar en guerra amb Birmània, guerra que van guanyar el 1826. Els britànics van restaurar a Govind Singh com a rei kachari al final de la guerra (1826) a canvi d'un tribut de 10.000 rúpies. Llavors (1827) el senyor del nord fou assassinat per orde de Govind, esperant que recuperaria el territori, però quan va enviar soldats a la zona el fill del difunt, Tula Ram, va aconseguir fer-li front amb èxit, i va poder afermar el seu control i el 1829, per consell de Scott, agent del governador general a la frontera nord-est, Tula Ram va ser declarat independent de Kachari, i se li van reconèixer els seus territoris. El país de Tula Ram fou conegut per aquest raja com a Tularam (més tard també com a North Cachar). El 1837 després d'acusacions d'incapacitat i mala administració, una part del regne fou annexionada i va formar la subdivisió d'Asalu al districte de Nagaon, amb capital a Asalu; el regne fou finalment annexionat pels britànics el 1854 aprofitant la mort de Tularam Senapati, i fou unit a la subdivisió d'Asalu fins al 1867 en què aquesta fou abolida i repartida en els districtes de Cachar (superintendència) i Khasi & Jaintia Hills i Nagaon i una thana de nom North Cachar es va formar al Cachar, constituïda en subdivisió del districte el 1880 amb capital a Gunjung; la capital es va traslladar a Haflong el 1895, on encara resta.
El 17 de novembre de 1951 la subdivisió de North Cachar fou separada i unida a la subdivisió de Mikir Hills i convertit el conjunt en el districte anomenat United Mikir and North Cachar Hills (o United district of North Cachar & Mikir Hills) amb dos consells dins d'un únic districte: North Cachar Hills District Council, i Mikir Hills District Council. El primer fou iniciat el 19 d'abril de 1952. Aquest consell es va constituir en districte autònom separat el 2 de febrer de 1970, amb autoritat sobre diverses matèries exceptuades llei i orde, administració i tresor.